# Smisao (časopis)
Smisao (engl. Sense) je  međunarodni naučni časopis o jogi pokrenut 2011. godine u Beogradu uz podršku joga institucija iz čitavog sveta zadobijenoj u Rimu na Internacionalnoj joga konferenciji (2009). Izdavač je Međunarodno društvo za naučna interdisciplinarna istraživanja u oblasti joge, koje promoviše bavljenje naukom u oblasti joge i obelodanjivanjem rezultata sprovednih naučnih istraživanja.
Časopis Smisao se štampa dvojezično: na srpskom i engleskom jeziku. Dostupan je svim većim bibliotekama sveta, a u elektronskoj formi na sajtu društva, može da se preuzme prvi broj u pdf formatu.
Naučno-uređivački i redakcijski odbor okuplja profesore i naučne istraživače iz čitavog sveta.
Članovi redakcijskog odbora časopisa su:
- Prof. dr Predrag K. Nikić
- Prof. dr Dušan Mitić
- Prof. dr Dušan Pajin
- Prof. dr Milеnko Čabarkapa
- Prof. dr Arun Raghuwanshi
- Prof. dr Kiran Kumar Salagame
- Prof. dr Ganesh Shankar
- Prof. dr V.S. Elamurugan
- Prof. dr Savita Chintaman Deo
- Dr Shirley Anne Telles
- Dr Paul Posadzki
- Dr Holger Lüttich
- Prof. dr Surendra Nath Dubey
- Prof. dr H.R. Nagendra
- Pratibha Rita Gramann, Ed.M.
- Dr Ananda Balayogi Bhavanani (Yogacharia)
- Dr Samprasad Vinod
- Dr Mukund Bhole (Yogacharia)
- Vikas Dhikav, MD
- Dr Bernard Auriol
- Sri N.V. Raghuram
- Prof. dr Jitendra Mohan
- Prof. dr Meena Sehgal
- Dr Harish Chandra
- Dr Brankica Šurlan
- Doc. dr Ranko Marijanović
- Doc. dr Lazar Cvijić
- Doc. dr Gordana Nikić
- Dr Jiří Kubát